# Old Gringo
Old Gringo é um filme estadunidense de 1989, do gênero drama histórico, dirigido pelo argentino Luis Puenzo e com roteiro baseado na novela Gringo viejo, do escritor mexicano Carlos Fuentes.

## Sinopse
Em 1913, a solteirona Harriet Winslow deixa o país para ser professora das crianças de uma rica família mexicana. Lá ela conhece Ambrose Bierce, um famoso jornalista e escritor, que está enfermo e que abandonou tudo para lutar na revolução mexicana. Um grupo de revolucionários, comandados por Tomas Arroyo, a seqüestra, e Bierce se junta a eles. Ao chegarem à propriedade, Arroyo e seus homens tomam conta do lugar, e Harriet passa a viver com os revolucionários, descobrindo então novos valores, outra cultura e o amor.

## Elenco
- Jane Fonda .... Harriet Winslow
- Gregory Peck .... Ambrose Bierce
- Jimmy Smits .... general Tomas Arroyo
- Patricio Contreras .... coronel Frutos Garcia
- Jenny Gago .... La Garduna
- Gabriela Roel .... La Luna
- Sergio Calderón .... Zacarias
- Guillermo Ríos .... Monsalvo
- Jim Metzler .... Ron
- Samuel Valadez De La Torre .... cônsul Saunders
- Anne Pitoniak .... sra. Winslow
- Pedro Armendáriz Jr. .... Pancho Villa

## Principais prêmios e indicações
Framboesa de Ouro 1990 (EUA)
- Jane Fonda foi indicada na categoria de Pior Atriz.